# SN 1991bb
SN 1991bb – supernowa typu Ia odkryta 16 października 1991 roku w galaktyce UGC 2892. W momencie odkrycia miała maksymalną jasność 17,70m.